# Chalkeje
Chalkeje – święto rzemieślników, a zwłaszcza ceramików i kowali, obchodzone w Atenach pod koniec miesiąca pianepsion ku czci Hefajstosa i Ateny Ergane ("Robotnicy", "Rzemieślniczki"). Niewiele wiadomo o tym święcie, ale zachowały się przekazy o pieśniach śpiewanych przez garncarzy z Keramejkos, mających zapewnić im opiekę Ateny i Hefajstosa przy pracy. Był to też czas, kiedy rozpoczynano prace nad peplos mającym zawisnąć na posągu Ateny w czasie Panatenajów w kolejnym roku.